# 京杭运河大桥
31°38′04″N 120°14′36″E / 31.63433°N 120.24347°E

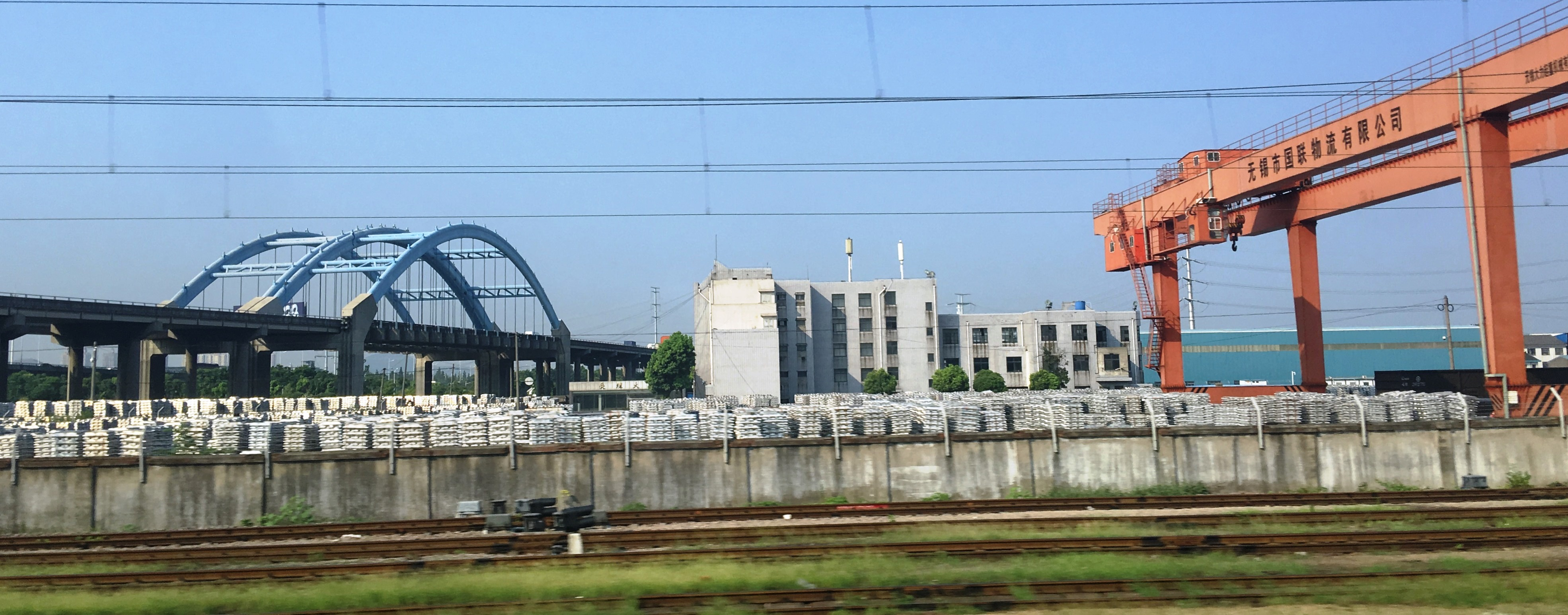
从京沪铁路上看沪宜高速石塘湾京杭运河大桥

京杭运河大桥，全称沪宜高速石塘湾京杭运河大桥，位于中华人民共和国江苏省无锡市惠山区石塘湾，是一架跨京杭大运河及沪宁铁路的大桥。

## 特点
江苏省无锡船厂承建锡宜高速公路（S48）上跨度90米的京杭运河大桥拱肋钢质部分。该部分于2002年3月18日合拢，桥梁外型呈半圆弧状，高度32米，是无锡内河航道上单孔跨度最大的桥梁，为钢铁系杆拱结构桥梁，全长1021米，一桥双跨京杭大运河及沪宁铁路。